# Liste des monuments historiques de la Haute-Vienne
Cet article recense les monuments historiques de la Haute-Vienne, en France.
- Pour les monuments historiques de la commune de Limoges, voir la liste des monuments historiques de Limoges.

## Statistiques
Au 30 juillet 2025, la Haute-Vienne compte 377 édifices comportant au moins une protection au titre des monuments historiques, dont 117 sont classés et 279 sont inscrits. Le total des monuments classés et inscrits est supérieur au nombre total de monuments protégés car plusieurs d'entre eux sont à la fois classés et inscrits.
- Haut – A
- B
- C
- D
- E
- F
- G
- H
- I
- J
- K
- L
- M
- N
- O
- P
- Q
- R
- S
- T
- U
- V
- W
- X
- Y
- Z

## Liste
| Monument                                                                 | Commune                                              | Adresse                                                 | Coordonnées                                     | Notice                                          | Protection                                      | Date                                            | Illustration                                                          |
| ------------------------------------------------------------------------ | ---------------------------------------------------- | ------------------------------------------------------- | ----------------------------------------------- | ----------------------------------------------- | ----------------------------------------------- | ----------------------------------------------- | --------------------------------------------------------------------- |
| Château de Losmonerie                                                    | Aixe-sur-Vienne                                      |                                                         | 45° 49′ 08″ nord, 1° 07′ 40″ est                | « PA87000033 »                                  | Inscrit                                         | 2009                                            | Château de Losmonerie                                                 |
| Château des vicomtes de Limoges                                          | Aixe-sur-Vienne                                      | Rue Jeanne-d'Albret                                     | 45° 47′ 40″ nord, 1° 08′ 30″ est                | « PA87000012 »                                  | Inscrit                                         | 2000                                            | Château des vicomtes de Limoges                                       |
| Cimetière d'Aixe-sur-Vienne                                              | Aixe-sur-Vienne                                      |                                                         | 45° 47′ 41″ nord, 1° 07′ 23″ est                | « PA00100233 »                                  | Inscrit                                         | 1926                                            | Cimetière d'Aixe-sur-Vienne                                           |
| Château de Montméry                                                      | Ambazac                                              | Montméry                                                | 45° 58′ 14″ nord, 1° 23′ 31″ est                | « PA00100235 »                                  | Classé Inscrit Classé                           | 1991 1995                                       | Château de Montméry                                                   |
| Dolmen du Bois de la Lieue                                               | Ambazac                                              | Le Bois de la Lieue                                     | 45° 56′ 55″ nord, 1° 22′ 01″ est                | « PA00100234 »                                  | Classé                                          | 1984                                            | Dolmen du Bois de la Lieue                                            |
| Grange de Coudier                                                        | Ambazac                                              | Le Coudier                                              | 45° 58′ 55″ nord, 1° 24′ 00″ est                | « PA00100236 »                                  | Inscrit                                         | 1980                                            | Grange de Coudier                                                     |
| Vestiges de l'abbaye de Grandmont                                        | Ambazac (également sur la commune d'Saint-Sylvestre) |                                                         | 45° 59′ 59″ nord, 1° 23′ 33″ est                | « PA87000046 »                                  | Inscrit Inscrit                                 | 2015 2017                                       | Vestiges de l'abbaye de Grandmont                                     |
| Dolmen de l'Héritière                                                    | Arnac-la-Poste                                       | La Pierre Levée                                         | 46° 17′ 10″ nord, 1° 19′ 45″ est                | « PA00100237 »                                  | Classé                                          | 1983                                            | Dolmen de l'Héritière                                                 |
| Église Saint-Martial d'Arnac-la-Poste                                    | Arnac-la-Poste                                       |                                                         | 46° 15′ 57″ nord, 1° 22′ 27″ est                | « PA00100238 »                                  | Inscrit                                         | 1925                                            | Église Saint-Martial d'Arnac-la-Poste                                 |
| Maison                                                                   | Arnac-la-Poste                                       | Montmagnier                                             | 46° 14′ 50″ nord, 1° 23′ 09″ est                | « PA00100239 »                                  | Inscrit                                         | 1973                                            | Maison                                                                |
| Église Saint-Genest d'Azat-le-Ris                                        | Azat-le-Ris                                          |                                                         | 46° 19′ 10″ nord, 1° 03′ 39″ est                | « PA00100240 »                                  | Inscrit                                         | 1926                                            | Église Saint-Genest d'Azat-le-Ris                                     |
| Pont du Cheix                                                            | La Bazeuge                                           | Le Cheix                                                | 46° 14′ 20″ nord, 1° 05′ 15″ est                | « PA00100512 »                                  | Inscrit                                         | 1990                                            | Pont du Cheix                                                         |
| Église de l'Assomption-de-la-Très-Sainte-Vierge de Bellac                | Bellac                                               |                                                         | 46° 07′ 05″ nord, 1° 02′ 54″ est                | « PA00100241 »                                  | Inscrit                                         | 1926                                            | Église de l'Assomption-de-la-Très-Sainte-Vierge de Bellac             |
| Pont de la Pierre                                                        | Bellac                                               |                                                         | 46° 06′ 59″ nord, 1° 02′ 59″ est                | « PA00100243 »                                  | Inscrit                                         | 1969                                            | Pont de la Pierre                                                     |
| Sous-préfecture de Bellac                                                | Bellac                                               | 8 rue Lamartine                                         | 46° 07′ 15″ nord, 1° 02′ 59″ est                | « PA00100242 »                                  | Inscrit                                         | 1966                                            | Sous-préfecture de Bellac                                             |
| Dolmen de la Betoulle (no 1)                                             | Berneuil                                             | La Betoulle                                             | 46° 02′ 57″ nord, 1° 06′ 49″ est                | « PA00100244 »                                  | Inscrit                                         | 1984                                            | Dolmen de la Betoulle (no 1)                                          |
| Dolmen de la Betoulle (no 2)                                             | Berneuil                                             | La Pierre Levée                                         | 46° 02′ 57″ nord, 1° 06′ 49″ est                | « PA00100245 »                                  | Inscrit                                         | 1982                                            | Dolmen de la Betoulle (no 2)                                          |
| Dolmen de La Borderie                                                    | Berneuil                                             | Puy-la-Garde                                            | 46° 04′ 23″ nord, 1° 04′ 38″ est                | « PA00100246 »                                  | Classé                                          | 1983                                            | Dolmen de La Borderie                                                 |
| Dolmen de La Lue                                                         | Berneuil                                             | Pierre-Blanche Lalue                                    | 46° 04′ 08″ nord, 1° 04′ 48″ est                | « PA00100247 »                                  | Inscrit                                         | 1982                                            | Dolmen de La Lue                                                      |
| Dolmen de Taminage                                                       | Berneuil                                             | Las Carrieras Taminage                                  | 46° 03′ 13″ nord, 1° 08′ 29″ est                | « PA00100248 »                                  | Classé                                          | 1981                                            | Image manquante Téléverser                                            |
| Château du Chambon                                                       | Bersac-sur-Rivalier                                  | Le Chambon                                              | 46° 06′ 06″ nord, 1° 27′ 00″ est                | « PA87000021 »                                  | Inscrit                                         | 2001                                            | Château du Chambon                                                    |
| Église de la Nativité-de-la-Très-Sainte-Vierge de Bersac-sur-Rivalier    | Bersac-sur-Rivalier                                  |                                                         | 46° 04′ 49″ nord, 1° 25′ 34″ est                | « PA00100249 »                                  | Classé                                          | 1976                                            | Église de la Nativité-de-la-Très-Sainte-Vierge de Bersac-sur-Rivalier |
| Château de Monismes                                                      | Bessines-sur-Gartempe                                | Monismes                                                | 46° 04′ 08″ nord, 1° 19′ 03″ est                | « PA00100526 »                                  | Inscrit                                         | 1992                                            | Image manquante Téléverser                                            |
| Croix de Morterolles                                                     | Bessines-sur-Gartempe                                | Morterolles-sur-Semme                                   | 46° 08′ 53″ nord, 1° 22′ 02″ est                | « PA00100399 »                                  | Inscrit                                         | 1926                                            | Croix de Morterolles                                                  |
| Église Saint-Léger de Bessines-sur-Gartempe                              | Bessines-sur-Gartempe                                |                                                         | 46° 06′ 34″ nord, 1° 22′ 03″ est                | « PA00100250 »                                  | Inscrit                                         | 1973                                            | Église Saint-Léger de Bessines-sur-Gartempe                           |
| Pont des Bonshommes                                                      | Bessines-sur-Gartempe                                |                                                         | 46° 07′ 04″ nord, 1° 20′ 16″ est                | « PA00100513 »                                  | Inscrit                                         | 1990                                            | Image manquante Téléverser                                            |
| Château de Leymarie                                                      | Beynac                                               |                                                         | 45° 46′ 08″ nord, 1° 08′ 43″ est                | « PA00100251 »                                  | Inscrit                                         | 1988                                            | Château de Leymarie                                                   |
| Église de la Nativité-de-Saint-Jean-Baptiste                             | Les Billanges                                        | Le Bourg                                                | 45° 57′ 49″ nord, 1° 31′ 59″ est                | « PA00100252 »                                  | Inscrit                                         | 2005                                            | Église de la Nativité-de-Saint-Jean-Baptiste                          |
| Église de l'Ordination-de-Saint-Martin de Blond                          | Blond                                                |                                                         | 46° 02′ 42″ nord, 1° 01′ 02″ est                | « PA00100253 »                                  | Inscrit                                         | 1926                                            | Église de l'Ordination-de-Saint-Martin de Blond                       |
| Vestiges gallo-romains de Blond                                          | Blond                                                | Bois de la Tourette                                     | 46° 03′ 30″ nord, 1° 01′ 10″ est                | « PA00100254 »                                  | Classé                                          | 1978                                            | Image manquante Téléverser                                            |
| Dolmens de la Betoulle (nos 3 et 4)                                      | Breuilaufa                                           | Les Essarts                                             | 46° 03′ 00″ nord, 1° 06′ 40″ est                | « PA00100256 »                                  | Inscrit                                         | 1984                                            | Dolmens de la Betoulle (nos 3 et 4)                                   |
| Église de la Décollation-de-Saint-Jean-Baptiste de Breuilaufa            | Breuilaufa                                           |                                                         | 46° 02′ 36″ nord, 1° 06′ 15″ est                | « PA00100257 »                                  | Inscrit                                         | 1978                                            | Église de la Décollation-de-Saint-Jean-Baptiste de Breuilaufa         |
| Croix du Buis                                                            | Le Buis                                              | Croix du Buis                                           | 46° 02′ 00″ nord, 1° 12′ 00″ est                | « PA00100258 »                                  | Inscrit                                         | 1986                                            | Image manquante Téléverser                                            |
| Église de l'Ordination-de-Saint-Martin de Bujaleuf                       | Bujaleuf                                             |                                                         | 45° 47′ 45″ nord, 1° 37′ 39″ est                | « PA00100259 »                                  | Inscrit                                         | 1926                                            | Église de l'Ordination-de-Saint-Martin de Bujaleuf                    |
| Chapelle Saint-Jean-Baptiste de Bussière-Boffy                           | Bussière-Boffy                                       |                                                         | 46° 02′ 53″ nord, 0° 51′ 07″ est                | « PA00100260 »                                  | Inscrit                                         | 1986                                            | Chapelle Saint-Jean-Baptiste de Bussière-Boffy                        |
| Église de l'Assomption-de-la-Très-Sainte-Vierge de Bussière-Boffy        | Bussière-Boffy                                       |                                                         | 46° 03′ 03″ nord, 0° 51′ 13″ est                | « PA00100261 »                                  | Inscrit                                         | 1974                                            | Église de l'Assomption-de-la-Très-Sainte-Vierge de Bussière-Boffy     |
| Église Saint-Nicolas de Saint-Nicolas-Courbefy                           | Bussière-Galant                                      | Le Bourg                                                | 45° 37′ 35″ nord, 1° 02′ 08″ est                | « PA87000023 »                                  | Inscrit                                         | 2003                                            | Église Saint-Nicolas de Saint-Nicolas-Courbefy                        |
| Église Saint-Maurice de Bussière-Poitevine                               | Bussière-Poitevine                                   | Place Saint-Maurice                                     | 46° 14′ 09″ nord, 0° 54′ 21″ est                | « PA00100262 »                                  | Inscrit                                         | 1926                                            | Église Saint-Maurice de Bussière-Poitevine                            |
| Château des Cars                                                         | Les Cars                                             |                                                         | 45° 40′ 47″ nord, 1° 04′ 24″ est                | « PA00100263 »                                  | Inscrit Classé                                  | 1982 2012                                       | Château des Cars                                                      |
| Église Saint-Saturnin de Chaillac-sur-Vienne                             | Chaillac-sur-Vienne                                  |                                                         | 45° 52′ 46″ nord, 0° 52′ 22″ est                | « PA00100264 »                                  | Classé                                          | 1996                                            | Église Saint-Saturnin de Chaillac-sur-Vienne                          |
| Église de l'Assomption du Chalard                                        | Le Chalard                                           |                                                         | 45° 32′ 47″ nord, 1° 07′ 33″ est                | « PA00100265 »                                  | Classé                                          | 1910                                            | Église de l'Assomption du Chalard                                     |
| Forge de Bessous                                                         | Le Chalard                                           |                                                         | 45° 34′ 06″ nord, 1° 08′ 46″ est                | « PA87000026 »                                  | Classé                                          | 2004                                            | Forge de Bessous                                                      |
| Maison des Anglais                                                       | Le Chalard                                           |                                                         | 45° 32′ 54″ nord, 1° 07′ 42″ est                | « PA00100266 »                                  | Inscrit                                         | 1987                                            | Maison des Anglais                                                    |
| Pont de la Tour                                                          | Le Chalard                                           |                                                         | 45° 32′ 27″ nord, 1° 07′ 55″ est                | « PA00100267 »                                  | Classé                                          | 1984                                            | Pont de la Tour                                                       |
| Prieuré Notre-Dame du Chalard                                            | Le Chalard                                           | Le Chalard                                              | 45° 32′ 46″ nord, 1° 07′ 30″ est                | « PA87000007 »                                  | Inscrit                                         | 1997                                            | Prieuré Notre-Dame du Chalard                                         |
| Château de Châlus Maulmont                                               | Châlus                                               |                                                         | 45° 39′ 21″ nord, 0° 58′ 53″ est                | « PA00100269 »                                  | Classé                                          | 1981                                            | Château de Châlus Maulmont                                            |
| Château de Châlus-Chabrol                                                | Châlus                                               |                                                         | 45° 39′ 28″ nord, 0° 58′ 47″ est                | « PA00100268 »                                  | Classé Inscrit                                  | 1981                                            | Château de Châlus-Chabrol                                             |
| Église Notre-Dame du Haut-Châlus                                         | Châlus                                               |                                                         | 45° 38′ 10″ nord, 0° 53′ 53″ est                | « PA00100271 »                                  | Classé                                          | 1981                                            | Église Notre-Dame du Haut-Châlus                                      |
| Église Saint-Étienne de Lageyrat                                         | Châlus                                               |                                                         | 45° 40′ 06″ nord, 0° 56′ 34″ est                | « PA00100270 »                                  | Inscrit                                         | 1975                                            | Église Saint-Étienne de Lageyrat                                      |
| Mottes castrales du Mazaubrun                                            | Châlus                                               | Le Mazaubrun                                            | 45° 38′ 58″ nord, 0° 59′ 27″ est                | « PA00100272 »                                  | Inscrit                                         | 1983                                            | Mottes castrales du Mazaubrun                                         |
| Château de Brie                                                          | Champagnac-la-Rivière                                |                                                         | 45° 40′ 32″ nord, 0° 53′ 30″ est                | « PA00100273 »                                  | Inscrit                                         | 1984                                            | Château de Brie                                                       |
| Gisement gallo-romain des Couvents                                       | La Chapelle-Montbrandeix                             | Les Varognes                                            | 45° 38′ 38″ nord, 0° 52′ 20″ est                | « PA00100274 »                                  | Classé                                          | 1979                                            | Gisement gallo-romain des Couvents                                    |
| Alignement du Pré d'avant Clédie                                         | Château-Chervix                                      | Mars-Ouest                                              | 45° 33′ 52″ nord, 1° 21′ 45″ est                | « PA00100275 »                                  | Classé                                          | 1981                                            | Image manquante Téléverser                                            |
| Château de Lavaud-Bousquet                                               | Château-Chervix                                      |                                                         | 45° 33′ 48″ nord, 1° 19′ 58″ est                | « PA00132762 »                                  | Inscrit                                         | 1994                                            | Image manquante Téléverser                                            |
| Tour de Château-Chervix                                                  | Château-Chervix                                      |                                                         | 45° 36′ 33″ nord, 1° 21′ 13″ est                | « PA00100276 »                                  | Classé                                          | 1945                                            | Tour de Château-Chervix                                               |
| Dolmen de Sainte-Marie                                                   | Châteauneuf-la-Forêt                                 | Beauvais                                                | 45° 42′ 20″ nord, 1° 36′ 19″ est                | « PA00100277 »                                  | Classé                                          | 1984                                            | Image manquante Téléverser                                            |
| Camp du Peu du Barry                                                     | Châteauponsac                                        | Le Camp de César                                        | 46° 09′ 10″ nord, 1° 16′ 12″ est                | « PA00100279 »                                  | Classé                                          | 1981                                            | Image manquante Téléverser                                            |
| Camp du Peu-Buy                                                          | Châteauponsac                                        | Étang de Lasgeas Le Peubuy                              | 46° 08′ 40″ nord, 1° 19′ 30″ est                | « PA00100278 »                                  | Inscrit                                         | 1979                                            | Image manquante Téléverser                                            |
| Église Saint-Thyrse de Châteauponsac                                     | Châteauponsac                                        |                                                         | 46° 07′ 52″ nord, 1° 16′ 28″ est                | « PA00100280 »                                  | Classé                                          | 1910                                            | Église Saint-Thyrse de Châteauponsac                                  |
| Hôtel Mathieu de La Gorce                                                | Châteauponsac                                        | Place Xavier-Mazurier                                   | 46° 08′ 02″ nord, 1° 16′ 34″ est                | « PA87000017 »                                  | Inscrit                                         | 2001                                            | Image manquante Téléverser                                            |
| Maison                                                                   | Châteauponsac                                        | 30 rue Jeanne-d'Arc 4 rue de la Porte-Fortifiée         | 46° 07′ 53″ nord, 1° 16′ 31″ est                | « PA87000013 »                                  | Inscrit                                         | 2000                                            | Image manquante Téléverser                                            |
| Pont romain                                                              | Châteauponsac                                        | C.D. 44                                                 | 46° 07′ 51″ nord, 1° 16′ 41″ est                | « PA00100281 »                                  | Classé                                          | 1990                                            | Pont romain                                                           |
| Église de la Nativité-de la-Vierge de Cheissoux                          | Cheissoux                                            |                                                         | 45° 49′ 55″ nord, 1° 39′ 12″ est                | « PA00100282 »                                  | Classé                                          | 1984                                            | Église de la Nativité-de la-Vierge de Cheissoux                       |
| Chapelle du Bois-du-Rat                                                  | Cieux                                                |                                                         | 45° 59′ 46″ nord, 0° 58′ 43″ est                | « PA87000014 »                                  | Inscrit                                         | 2000                                            | Chapelle du Bois-du-Rat                                               |
| Menhir d'Arnac                                                           | Cieux                                                | Arnac                                                   | 45° 58′ 22″ nord, 0° 57′ 24″ est                | « PA00100284 »                                  | Inscrit                                         | 1987                                            | Menhir d'Arnac                                                        |
| Menhir de Ceinturat                                                      | Cieux                                                | Ceinturat                                               | 45° 59′ 20″ nord, 0° 57′ 24″ est                | « PA00100283 »                                  | Classé                                          | 1889                                            | Menhir de Ceinturat                                                   |
| Château de Cognac                                                        | Cognac-la-Forêt                                      |                                                         | 45° 50′ 05″ nord, 1° 00′ 41″ est                | « PA87000045 »                                  | Inscrit                                         | 2015                                            | Château de Cognac                                                     |
| Lanterne des morts de Cognac-la-Forêt                                    | Cognac-la-Forêt                                      |                                                         | 45° 50′ 05″ nord, 1° 00′ 20″ est                | « PA00100285 »                                  | Classé                                          | 1939                                            | Lanterne des morts de Cognac-la-Forêt                                 |
| Église Saint-Martin de Compreignac                                       | Compreignac                                          |                                                         | 45° 59′ 34″ nord, 1° 16′ 28″ est                | « PA00100286 »                                  | Classé                                          | 1910                                            | Église Saint-Martin de Compreignac                                    |
| Enceinte de Compreignac                                                  | Compreignac                                          | Le Château                                              | 46° 01′ 22″ nord, 1° 17′ 14″ est                | « PA00100287 »                                  | Inscrit                                         | 1984                                            | Image manquante Téléverser                                            |
| Voie gallo-romaine de Compreignac                                        | Compreignac                                          | Combe au Soleil                                         | 46° 00′ 33″ nord, 1° 16′ 54″ est                | « PA00100288 »                                  | Inscrit                                         | 1984                                            | Image manquante Téléverser                                            |
| Château de Coussac-Bonneval                                              | Coussac-Bonneval                                     |                                                         | 45° 30′ 43″ nord, 1° 19′ 32″ est                | « PA00100289 »                                  | Inscrit                                         | 1960                                            | Château de Coussac-Bonneval                                           |
| Église Saint-Saturnin de Coussac-Bonneval                                | Coussac-Bonneval                                     |                                                         | 45° 30′ 40″ nord, 1° 19′ 25″ est                | « PA00100290 »                                  | Inscrit                                         | 1978                                            | Église Saint-Saturnin de Coussac-Bonneval                             |
| Lanterne des morts de Coussac-Bonneval                                   | Coussac-Bonneval                                     |                                                         | 45° 30′ 45″ nord, 1° 19′ 05″ est                | « PA00100291 »                                  | Classé                                          | 1939                                            | Lanterne des morts de Coussac-Bonneval                                |
| Château du Mas de l'Age                                                  | Couzeix                                              | Le Mas de l'Age                                         | 45° 51′ 30″ nord, 1° 14′ 45″ est                | « PA00100292 »                                  | Inscrit                                         | 1975                                            | Image manquante Téléverser                                            |
| Château de Lascroux                                                      | Cromac                                               | Lascroux                                                | 46° 20′ 20″ nord, 1° 18′ 05″ est                | « PA87000015 »                                  | Inscrit                                         | 2000                                            | Image manquante Téléverser                                            |
| Église Saint-Sylvain de Cromac                                           | Cromac                                               |                                                         | 46° 20′ 30″ nord, 1° 17′ 57″ est                | « PA00100293 »                                  | Inscrit                                         | 1936                                            | Église Saint-Sylvain de Cromac                                        |
| Château de Cromières                                                     | Cussac                                               |                                                         | 45° 42′ 45″ nord, 0° 50′ 00″ est                | « PA00100527 »                                  | Inscrit                                         | 1992                                            | Château de Cromières                                                  |
| Château de la Côte-au-Chapt                                              | Darnac                                               | La Côte-au-Chapt                                        | 46° 16′ 05″ nord, 0° 57′ 10″ est                | « PA00100294 »                                  | Inscrit Classé                                  | 1988 1989                                       | Château de la Côte-au-Chapt                                           |
| Pont du Cheix                                                            | Dinsac                                               |                                                         | 46° 14′ 20″ nord, 1° 05′ 15″ est                | « PA00100514 »                                  | Inscrit                                         | 1990                                            | Pont du Cheix                                                         |
| Pont du Moulin de la Barre                                               | Dinsac                                               |                                                         | 46° 14′ 02″ nord, 1° 06′ 07″ est                | « PA00100515 »                                  | Inscrit                                         | 1990                                            | Image manquante Téléverser                                            |
| Château de Dompierre                                                     | Dompierre-les-Églises                                |                                                         | 46° 13′ 05″ nord, 1° 16′ 10″ est                | « PA00100295 »                                  | Inscrit                                         | 1986 2019                                       | Château de Dompierre                                                  |
| Église Saint-Pierre-et-Saint-Paul de Dompierre-les-Églises               | Dompierre-les-Églises                                |                                                         | 46° 13′ 35″ nord, 1° 15′ 10″ est                | « PA00100296 »                                  | Inscrit                                         | 1925                                            | Église Saint-Pierre-et-Saint-Paul de Dompierre-les-Églises            |
| Collégiale Saint-Pierre du Dorat                                         | Le Dorat                                             |                                                         | 46° 12′ 51″ nord, 1° 04′ 56″ est                | « PA00100297 »                                  | Classé                                          | 1846                                            | Collégiale Saint-Pierre du Dorat                                      |
| Hospice de Grandchamp                                                    | Le Dorat                                             | Grandchamp                                              | 46° 12′ 30″ nord, 1° 05′ 40″ est                | « PA87000027 »                                  | Inscrit                                         | 2004                                            | Image manquante Téléverser                                            |
| Hôtel de la Pouge                                                        | Le Dorat                                             | 1 rue Saint-Michel 14 rue Raymond-Chameaux              | 46° 12′ 52″ nord, 1° 04′ 50″ est                | « PA00100535 »                                  | Inscrit                                         | 1992                                            | Hôtel de la Pouge                                                     |
| Porte Bergère du Dorat                                                   | Le Dorat                                             |                                                         | 46° 12′ 51″ nord, 1° 04′ 46″ est                | « PA00100298 »                                  | Classé                                          | 1984                                            | Porte Bergère du Dorat                                                |
| Château de Montbrun                                                      | Dournazac                                            |                                                         | 45° 38′ 10″ nord, 0° 53′ 53″ est                | « PA00100299 »                                  | Inscrit Classé                                  | 1946 1990                                       | Château de Montbrun                                                   |
| Église Saint-Sulpice de Dournazac                                        | Dournazac                                            |                                                         | 45° 37′ 30″ nord, 0° 55′ 02″ est                | « PA00100300 »                                  | Inscrit                                         | 1926                                            | Église Saint-Sulpice de Dournazac                                     |
| Dolmen du Pouyol                                                         | Eybouleuf                                            | Pierre-Levée                                            | 45° 48′ 10″ nord, 1° 29′ 25″ est                | « PA00100301 »                                  | Classé                                          | 1978                                            | Dolmen du Pouyol                                                      |
| Église Saint-Pierre-ès-Liens d'Eybouleuf                                 | Eybouleuf                                            |                                                         | 45° 47′ 45″ nord, 1° 28′ 53″ est                | « PA00100302 »                                  | Inscrit                                         | 1986                                            | Église Saint-Pierre-ès-Liens d'Eybouleuf                              |
| Château d'Eyjeaux                                                        | Eyjeaux                                              |                                                         | 45° 46′ 39″ nord, 1° 23′ 34″ est                | « PA00100303 »                                  | Inscrit                                         | 1988                                            | Château d'Eyjeaux                                                     |
| Église de l'Ordination-de-Saint-Martin-de-Tours d'Eyjeaux                | Eyjeaux                                              |                                                         | 45° 47′ 45″ nord, 1° 28′ 53″ est                | « PA00100304 »                                  | Inscrit                                         | 1926                                            | Église de l'Ordination-de-Saint-Martin-de-Tours d'Eyjeaux             |
| Collégiale Saint-Étienne d'Eymoutiers                                    | Eymoutiers                                           |                                                         | 45° 44′ 20″ nord, 1° 44′ 40″ est                | « PA00100306 »                                  | Classé                                          | 1907                                            | Collégiale Saint-Étienne d'Eymoutiers                                 |
| Couvent des Ursulines d'Eymoutiers                                       | Eymoutiers                                           |                                                         | 45° 44′ 20″ nord, 1° 44′ 30″ est                | « PA00100305 »                                  | Inscrit                                         | 1984                                            | Couvent des Ursulines d'Eymoutiers                                    |
| Maison du Maître Tanneur                                                 | Eymoutiers                                           | Rue Farges                                              | 45° 44′ 15″ nord, 1° 44′ 50″ est                | « PA00100307 »                                  | Classé Inscrit                                  | 1980                                            | Maison du Maître Tanneur                                              |
| Maison Romanet                                                           | Eymoutiers                                           |                                                         | 45° 44′ 20″ nord, 1° 44′ 40″ est                | « PA00100308 »                                  | Inscrit                                         | 1986                                            | Maison Romanet                                                        |
| Tour d'Ayen                                                              | Eymoutiers                                           |                                                         | 45° 44′ 12″ nord, 1° 44′ 32″ est                | « PA00100309 »                                  | Inscrit                                         | 1929                                            | Tour d'Ayen                                                           |
| Château de Laugerie                                                      | Feytiat                                              |                                                         | 45° 49′ 35″ nord, 1° 20′ 15″ est                | « PA00100310 »                                  | Inscrit                                         | 1979                                            | Château de Laugerie                                                   |
| Église Saint-Léger-et-Saint-Clair de Feytiat                             | Feytiat                                              |                                                         | 45° 48′ 22″ nord, 1° 19′ 49″ est                | « PA00100311 »                                  | Inscrit                                         | 1988                                            | Église Saint-Léger-et-Saint-Clair de Feytiat                          |
| Château de Faye                                                          | Flavignac                                            | Faye                                                    | 45° 42′ 54″ nord, 1° 04′ 46″ est                | « PA87000016 »                                  | Inscrit                                         | 2000                                            | Château de Faye                                                       |
| Colombier de la Ribière                                                  | Flavignac                                            | La Ribière                                              | 45° 42′ 05″ nord, 1° 06′ 10″ est                | « PA87000028 »                                  | Inscrit                                         | 2004                                            | Colombier de la Ribière                                               |
| Église de l'Assomption-de-la-Très-Sainte-Vierge de Flavignac             | Flavignac                                            |                                                         | 45° 42′ 16″ nord, 1° 05′ 38″ est                | « PA00100312 »                                  | Inscrit                                         | 1926                                            | Église de l'Assomption-de-la-Très-Sainte-Vierge de Flavignac          |
| Église Saint-Pierre-ès-Liens de Texon                                    | Flavignac                                            |                                                         | 45° 44′ 18″ nord, 1° 05′ 04″ est                | « PA00100313 »                                  | Inscrit                                         | 1977                                            | Église Saint-Pierre-ès-Liens de Texon                                 |
| Pont des Graules                                                         | Flavignac                                            |                                                         | 45° 43′ 27″ nord, 1° 04′ 16″ est                | « PA00100516 »                                  | Inscrit                                         | 1990                                            | Pont des Graules                                                      |
| Dolmen du Montheil                                                       | Folles                                               |                                                         | 46° 06′ 30″ nord, 1° 26′ 30″ est                | « PA00100314 »                                  | Classé                                          | 1945                                            | Dolmen du Montheil                                                    |
| Église Saint-Blaise de Folles                                            | Folles                                               |                                                         | 46° 07′ 00″ nord, 1° 27′ 33″ est                | « PA00100315 »                                  | Inscrit                                         | 1926                                            | Église Saint-Blaise de Folles                                         |
| Château de Fromental                                                     | Fromental                                            |                                                         | 46° 09′ 36″ nord, 1° 23′ 42″ est                | « PA00100316 »                                  | Classé                                          | 1925 1938                                       | Château de Fromental                                                  |
| Dolmen de Bagnol                                                         | Fromental                                            |                                                         | 46° 09′ 18″ nord, 1° 26′ 01″ est                | « PA00100317 »                                  | Classé                                          | 1945                                            | Dolmen de Bagnol                                                      |
| Église Saint-Martin                                                      | Fromental                                            |                                                         | 46° 09′ 35″ nord, 1° 23′ 46″ est                | « PA87000048 »                                  | Inscrit                                         | 2017                                            | Église Saint-Martin                                                   |
| Menhir des Fichades                                                      | Fromental                                            |                                                         | 46° 09′ 05″ nord, 1° 25′ 50″ est                | « PA00100318 »                                  | Classé                                          | 1945                                            | Menhir des Fichades                                                   |
| Église Saint-Martin d'Isle                                               | Isle                                                 |                                                         | 45° 48′ 16″ nord, 1° 13′ 35″ est                | « PA00100319 »                                  | Inscrit                                         | 1985                                            | Église Saint-Martin d'Isle                                            |
| Camp de César                                                            | Jabreilles-les-Bordes                                | Les Bois-Taillis                                        | 46° 01′ 05″ nord, 1° 30′ 55″ est                | « PA00100320 »                                  | Inscrit                                         | 1984                                            | Image manquante Téléverser                                            |
| Église Saint-Martial de Jabreilles-les-Bordes                            | Jabreilles-les-Bordes                                | Jabreilles                                              | 46° 01′ 23″ nord, 1° 31′ 49″ est                | « PA00100321 »                                  | Classé                                          | 2000                                            | Église Saint-Martial de Jabreilles-les-Bordes                         |
| Oppidum du Châtelard                                                     | Jabreilles-les-Bordes                                | Le Châtelard                                            | 46° 02′ 15″ nord, 1° 29′ 05″ est                | « PA00100322 »                                  | Inscrit                                         | 1984                                            | Image manquante Téléverser                                            |
| Église Saint-Yrieix-et-Saint-Eutrope de Janailhac                        | Janailhac                                            |                                                         | 45° 38′ 10″ nord, 1° 14′ 30″ est                | « PA00100323 »                                  | Inscrit                                         | 1987                                            | Église Saint-Yrieix-et-Saint-Eutrope de Janailhac                     |
| Tour du Mazet                                                            | Janailhac                                            | Le Mazet                                                | 45° 37′ 50″ nord, 1° 14′ 25″ est                | « PA87000024 »                                  | Inscrit                                         | 2003                                            | Tour du Mazet                                                         |
| Dolmen de Rouffignac                                                     | Javerdat                                             |                                                         | 45° 58′ 36″ nord, 0° 57′ 41″ est                | « PA00100324 »                                  | Inscrit                                         | 1987                                            | Dolmen de Rouffignac                                                  |
| Menhir du Pic                                                            | Javerdat                                             |                                                         | 45° 57′ 44″ nord, 1° 00′ 00″ est                | « PA00100325 »                                  | Inscrit                                         | 1987                                            | Menhir du Pic                                                         |
| Vieux Château                                                            | Jourgnac                                             |                                                         | 45° 43′ 05″ nord, 1° 12′ 55″ est                | « PA00132886 »                                  | Inscrit                                         | 1994                                            | Image manquante Téléverser                                            |
| Église Saint-Aignan de Ladignac-le-Long                                  | Ladignac-le-Long                                     |                                                         | 45° 35′ 03″ nord, 1° 07′ 02″ est                | « PA00100326 »                                  | Classé                                          | 1910                                            | Église Saint-Aignan de Ladignac-le-Long                               |
| Calvaire de Laurière                                                     | Laurière                                             | Saint-Michel                                            | 46° 04′ 49″ nord, 1° 28′ 18″ est                | « PA00100327 »                                  | Classé                                          | 1977                                            | Calvaire de Laurière                                                  |
|                                                                          | Limoges                                              | Voir liste des monuments historiques de Limoges         | Voir liste des monuments historiques de Limoges | Voir liste des monuments historiques de Limoges | Voir liste des monuments historiques de Limoges | Voir liste des monuments historiques de Limoges | Voir liste des monuments historiques de Limoges                       |
| Église Saint-Martin de Linards                                           | Linards                                              |                                                         | 45° 42′ 02″ nord, 1° 32′ 02″ est                | « PA00100383 »                                  | Inscrit                                         | 1926                                            | Église Saint-Martin de Linards                                        |
| Église Saint-Jacques de Magnac-Bourg                                     | Magnac-Bourg                                         |                                                         | 45° 36′ 57″ nord, 1° 26′ 00″ est                | « PA00100384 »                                  | Classé                                          | 1910                                            | Église Saint-Jacques de Magnac-Bourg                                  |
| Église Saint-Maximin de Magnac-Laval                                     | Magnac-Laval                                         |                                                         | 46° 12′ 54″ nord, 1° 10′ 03″ est                | « PA00100385 »                                  | Inscritry                                       | 2009                                            | Église Saint-Maximin de Magnac-Laval                                  |
| Dolmen de Bouéry                                                         | Mailhac-sur-Benaize                                  | Bois de Bouéry                                          | 46° 17′ 35″ nord, 1° 18′ 18″ est                | « PA00100386 »                                  | Classé                                          | 1940                                            | Dolmen de Bouéry                                                      |
| Château de Marval                                                        | Marval                                               |                                                         | 45° 37′ 38″ nord, 0° 47′ 52″ est                | « PA00100387 »                                  | Inscrit                                         | 1988                                            | Château de Marval                                                     |
| Église de Milhaguet                                                      | Marval                                               | Milhaguet                                               | 45° 39′ 51″ nord, 0° 47′ 53″ est                | « PA00100389 »                                  | Inscrit                                         | 1926                                            | Église de Milhaguet                                                   |
| Église Saint-Amand de Marval                                             | Marval                                               |                                                         | 45° 37′ 38″ nord, 0° 47′ 54″ est                | « PA00100388 »                                  | Inscrit                                         | 1926                                            | Église Saint-Amand de Marval                                          |
| Église Saint-Maurice de Moissannes                                       | Moissannes                                           |                                                         | 45° 52′ 30″ nord, 1° 33′ 59″ est                | « PA00100390 »                                  | Inscrit                                         | 1985                                            | Église Saint-Maurice de Moissannes                                    |
| Chapelle des morts de Montrol-Sénard                                     | Montrol-Sénard                                       |                                                         | 46° 01′ 53″ nord, 0° 57′ 41″ est                | « PA00100391 »                                  | Classé                                          | 1979                                            | Chapelle des morts de Montrol-Sénard                                  |
| Croix hosannière de Montrol-Sénard                                       | Montrol-Sénard                                       |                                                         | 46° 01′ 55″ nord, 0° 57′ 40″ est                | « PA00100392 »                                  | Classé                                          | 1979                                            | Croix hosannière de Montrol-Sénard                                    |
| Croix de Montrol-Sénard                                                  | Montrol-Sénard                                       | Le Bourg                                                | 46° 01′ 52″ nord, 0° 57′ 32″ est                | « PA00100393 »                                  | Classé                                          | 1979                                            | Croix de Montrol-Sénard                                               |
| Église Saint-Julien de Montrol-Senard                                    | Montrol-Sénard                                       |                                                         | 46° 01′ 52″ nord, 0° 57′ 33″ est                | « PA00100394 »                                  | Inscrit                                         | 1978                                            | Église Saint-Julien de Montrol-Senard                                 |
| Château de Mortemart                                                     | Mortemart                                            |                                                         | 46° 02′ 27″ nord, 0° 57′ 22″ est                | « PA00100395 »                                  | Inscrit                                         | 1985                                            | Château de Mortemart                                                  |
| Couvent des Augustins de Mortemart                                       | Mortemart                                            |                                                         | 46° 02′ 27″ nord, 0° 57′ 29″ est                | « PA00100396 »                                  | Inscrit                                         | 1987 2015                                       | Couvent des Augustins de Mortemart                                    |
| Couvent des Carmes de Mortemart                                          | Mortemart                                            |                                                         | 46° 02′ 28″ nord, 0° 57′ 29″ est                | « PA00100397 »                                  | Inscrit Classé Inscrit                          | 1990 1994                                       | Couvent des Carmes de Mortemart                                       |
| Halle de Mortemart                                                       | Mortemart                                            | Place Royale                                            | 46° 02′ 29″ nord, 0° 57′ 23″ est                | « PA87000032 »                                  | Inscrit                                         | 2009                                            | Halle de Mortemart                                                    |
| Maison du Sénéchal                                                       | Mortemart                                            | 2 rue Saint-Hilaire                                     | 46° 02′ 30″ nord, 0° 57′ 22″ est                | « PA87000002 »                                  | Inscrit                                         | 1996                                            | Maison du Sénéchal                                                    |
| Motte féodale de Mortemart                                               | Mortemart                                            | Le Sénéchal                                             | 46° 02′ 30″ nord, 0° 57′ 15″ est                | « PA00100398 »                                  | Classé                                          | 1979                                            | Image manquante Téléverser                                            |
| Château de Nedde                                                         | Nedde                                                |                                                         | 45° 43′ 04″ nord, 1° 49′ 57″ est                | « PA00100400 »                                  | Classé                                          | 1950                                            | Château de Nedde                                                      |
| Église Saint-Martin de Nedde                                             | Nedde                                                |                                                         | 45° 43′ 08″ nord, 1° 49′ 53″ est                | « PA00100401 »                                  | Classé                                          | 1912                                            | Église Saint-Martin de Nedde                                          |
| Église Saint-Jean-Baptiste de Neuvic-Entier                              | Neuvic-Entier                                        |                                                         | 45° 43′ 21″ nord, 1° 36′ 44″ est                | « PA00100402 »                                  | Inscrit                                         | 1988                                            | Église Saint-Jean-Baptiste de Neuvic-Entier                           |
| Église de la Décollation-de-Saint-Jean-Baptiste de Nexon                 | Nexon                                                |                                                         | 45° 40′ 38″ nord, 1° 11′ 19″ est                | « PA00100403 »                                  | Inscrit                                         | 1926                                            | Église de la Décollation-de-Saint-Jean-Baptiste de Nexon              |
| Pont de Puymaud                                                          | Nieul                                                |                                                         | 45° 56′ 01″ nord, 1° 10′ 55″ est                | « PA00100521 »                                  | Inscrit                                         | 1990                                            | Image manquante Téléverser                                            |
| Reposoirs de Nieul                                                       | Nieul                                                | Place du Château Place de l'Église                      | 45° 57′ 26″ nord, 1° 12′ 21″ est                | « PA00100404 »                                  | Inscrit                                         | 1949                                            | Image manquante Téléverser                                            |
| Château du Fraisse                                                       | Nouic                                                |                                                         | 46° 05′ 09″ nord, 0° 54′ 52″ est                | « PA00100405 »                                  | Classé Inscrit                                  | 1973 1986                                       | Château du Fraisse                                                    |
| Château de Laplaud                                                       | Oradour-sur-Glane                                    |                                                         | 45° 55′ 13″ nord, 1° 03′ 26″ est                | « PA00135408 »                                  | Inscrit                                         | 1995                                            | Image manquante Téléverser                                            |
| Lanterne des morts d'Oradour-sur-Glane                                   | Oradour-sur-Glane                                    |                                                         | 45° 55′ 51″ nord, 1° 02′ 25″ est                | « PA00100407 »                                  | Inscrit                                         | 1926                                            | Lanterne des morts d'Oradour-sur-Glane                                |
| Église Saint-Martin d'Oradour-sur-Glane (nouvelle)                       | Oradour-sur-Glane                                    | Place de l'église                                       | 45° 55′ 48″ nord, 1° 02′ 02″ est                | « PA87000042 »                                  | Inscrit                                         | 2012                                            | Église Saint-Martin d'Oradour-sur-Glane (nouvelle)                    |
| Enceinte d'Oradour-sur-Glane                                             | Oradour-sur-Glane                                    | Le Moulin du Repaire                                    | 45° 55′ 06″ nord, 1° 01′ 00″ est                | « PA00100408 »                                  | Inscrit                                         | 1979                                            | Image manquante Téléverser                                            |
| Village martyr                                                           | Oradour-sur-Glane                                    |                                                         | 45° 55′ 44″ nord, 1° 02′ 24″ est                | « PA00100409 »                                  | Classé                                          | 1946                                            | Village martyr                                                        |
| Lanterne des Morts d'Oradour-Saint-Genest                                | Oradour-Saint-Genest                                 |                                                         | 46° 14′ 23″ nord, 1° 02′ 14″ est                | « PA00100406 »                                  | Classé                                          | 1899                                            | Lanterne des Morts d'Oradour-Saint-Genest                             |
| Dolmen de la Tamanie                                                     | Oradour-sur-Vayres                                   | Chez Lacroix                                            | 45° 43′ 24″ nord, 0° 52′ 54″ est                | « PA00100410 »                                  | Classé                                          | 1971                                            | Dolmen de la Tamanie                                                  |
| Château de la Quintaine                                                  | Panazol                                              |                                                         | 45° 50′ 34″ nord, 1° 18′ 48″ est                | « PA00100411 »                                  | Inscrit                                         | 1986                                            | Image manquante Téléverser                                            |
| Pont de Beissat                                                          | Peyrat-de-Bellac                                     |                                                         | 46° 09′ 38″ nord, 1° 03′ 43″ est                | « PA00100412 »                                  | Inscrit                                         | 1970                                            | Pont de Beissat                                                       |
| Château de Peyrat-le-Château                                             | Peyrat-le-Château                                    |                                                         | 45° 48′ 58″ nord, 1° 46′ 20″ est                | « PA00135409 »                                  | Inscrit                                         | 1995                                            | Château de Peyrat-le-Château                                          |
| Église Saint-Martin-et-Saint-Martial de Peyrat-le-Château                | Peyrat-le-Château                                    |                                                         | 45° 48′ 53″ nord, 1° 46′ 18″ est                | « PA00100413 »                                  | Inscrit                                         | 1926                                            | Image manquante Téléverser                                            |
| Maison consulaire de Peyrat-le-Château                                   | Peyrat-le-Château                                    | Route de Royère                                         | 45° 48′ 51″ nord, 1° 46′ 29″ est                | « PA00100414 »                                  | Inscrit                                         | 1971                                            | Image manquante Téléverser                                            |
| Église Sainte-Croix-Saint-Côme-et-Saint-Damien de Pierre-Buffière        | Pierre-Buffière                                      |                                                         | 45° 41′ 43″ nord, 1° 21′ 32″ est                | « PA00100415 »                                  | Inscrit                                         | 1985                                            | Église Sainte-Croix-Saint-Côme-et-Saint-Damien de Pierre-Buffière     |
| Hôtel des Trois Anges                                                    | Pierre-Buffière                                      | 22 avenue de la République                              | 45° 41′ 43″ nord, 1° 21′ 30″ est                | « PA00100416 »                                  | Inscrit                                         | 1981                                            | Hôtel des Trois Anges                                                 |
| Vestiges gallo-romains de Pierre-Buffière                                | Pierre-Buffière                                      | Blanzou Antone                                          | 45° 41′ 51″ nord, 1° 22′ 06″ est                | « PA00100417 »                                  | Inscrit                                         | 1980                                            | Vestiges gallo-romains de Pierre-Buffière                             |
| Châteauvieux                                                             | La Porcherie                                         |                                                         | 45° 34′ 26″ nord, 1° 32′ 39″ est                | « PA00125515 »                                  | Inscrit                                         | 1993                                            | Image manquante Téléverser                                            |
| Église Saint-Julien-et-Saint-Roch de La Porcherie                        | La Porcherie                                         |                                                         | 45° 34′ 51″ nord, 1° 32′ 37″ est                | « PA00100418 »                                  | Inscrit                                         | 1980                                            | Église Saint-Julien-et-Saint-Roch de La Porcherie                     |
| Cimetière de Rancon                                                      | Rancon                                               | Le Bourg Square de la Lanterne                          | 46° 07′ 57″ nord, 1° 11′ 08″ est                | « PA00100419 »                                  | Inscrit                                         | 1925                                            | Image manquante Téléverser                                            |
| Église Saint-Pierre-ès-Liens de Rancon                                   | Rancon                                               |                                                         | 46° 07′ 52″ nord, 1° 10′ 57″ est                | « PA00100420 »                                  | Inscrit                                         | 1925                                            | Église Saint-Pierre-ès-Liens de Rancon                                |
| Pont sur la Gartempe                                                     | Rancon                                               |                                                         | 46° 08′ 02″ nord, 1° 10′ 51″ est                | « PA00100421 »                                  | Inscrit                                         | 1925                                            | Pont sur la Gartempe                                                  |
| Église de la Croix-Glorieuse de Razès                                    | Razès                                                | Le Bourg                                                | 46° 01′ 57″ nord, 1° 20′ 09″ est                | « PA87000025 »                                  | Inscrit                                         | 2003                                            | Église de la Croix-Glorieuse de Razès                                 |
| Ensemble rural de la famille Berry                                       | Razès                                                | Le Bourg                                                | 46° 01′ 54″ nord, 1° 20′ 10″ est                | « PA00100523 »                                  | Inscrit                                         | 1991                                            | Image manquante Téléverser                                            |
| Motte de l'Age                                                           | Razès                                                | Charensannes L'Age                                      | 46° 02′ 16″ nord, 1° 22′ 08″ est                | « PA00100422 »                                  | Inscrit                                         | 1984                                            | Image manquante Téléverser                                            |
| Motte castrale de Razès                                                  | Razès                                                | Le Château                                              | 46° 02′ 09″ nord, 1° 20′ 50″ est                | « PA00125516 »                                  | Inscrit                                         | 1993                                            | Image manquante Téléverser                                            |
| Château du Mazeau                                                        | Rempnat                                              |                                                         | 45° 40′ 51″ nord, 1° 53′ 47″ est                | « PA00100423 »                                  | Classé Inscrit                                  | 1983 2010                                       | Château du Mazeau                                                     |
| Église Saint-Sébastien de Rempnat                                        | Rempnat                                              |                                                         | 45° 41′ 13″ nord, 1° 53′ 22″ est                | « PA00100424 »                                  | Classé                                          | 1973                                            | Église Saint-Sébastien de Rempnat                                     |
| Château de Lastours                                                      | Rilhac-Lastours                                      |                                                         | 45° 38′ 59″ nord, 1° 07′ 17″ est                | « PA00100425 »                                  | Inscrit                                         | 1956                                            | Château de Lastours                                                   |
| Église Saint-Pierre-ès-Liens de Rilhac-Lastours                          | Rilhac-Lastours                                      |                                                         | 45° 40′ 05″ nord, 1° 07′ 40″ est                | « PA00100426 »                                  | Inscrit                                         | 1982                                            | Église Saint-Pierre-ès-Liens de Rilhac-Lastours                       |
| Château de Bort                                                          | Rilhac-Rancon                                        |                                                         | 45° 54′ 39″ nord, 1° 21′ 53″ est                | « PA87000035 »                                  | Inscrit                                         | 2010                                            | Image manquante Téléverser                                            |
| Cimetière de La Roche-l'Abeille                                          | La Roche-l'Abeille                                   |                                                         | 45° 35′ 48″ nord, 1° 14′ 25″ est                | « PA00100524 »                                  | Inscrit                                         | 1991                                            | Image manquante Téléverser                                            |
| Pierre levée de La Roche-l'Abeille                                       | La Roche-l'Abeille                                   | La Pierre Levée                                         | 45° 35′ 44″ nord, 1° 16′ 19″ est                | « PA00100427 »                                  | Classé                                          | 1945                                            | Pierre levée de La Roche-l'Abeille                                    |
| Château de Rochechouart                                                  | Rochechouart                                         |                                                         | 45° 49′ 18″ nord, 0° 49′ 09″ est                | « PA00100428 »                                  | Classé                                          | 1840                                            | Château de Rochechouart                                               |
| Église Saint-Sauveur de Rochechouart                                     | Rochechouart                                         |                                                         | 45° 49′ 24″ nord, 0° 49′ 14″ est                | « PA00100429 »                                  | Inscrit                                         | 1979                                            | Église Saint-Sauveur de Rochechouart                                  |
| Église Saint-Julien-de-Brioude de Biennat                                | Rochechouart                                         | Biennat                                                 | 45° 49′ 17″ nord, 0° 50′ 40″ est                | « PA00100430 »                                  | Inscrit                                         | 1949                                            | Église Saint-Julien-de-Brioude de Biennat                             |
| Pont du Moulin de la Côte                                                | Rochechouart                                         |                                                         | 45° 49′ 25″ nord, 0° 48′ 57″ est                | « PA00100517 »                                  | Inscrit                                         | 1990                                            | Pont du Moulin de la Côte                                             |
| Prieuré Saint-Sauveur de Rochechouart actuel tribunal d'instance         | Rochechouart                                         | 2 place des Halles                                      | 45° 49′ 25″ nord, 0° 49′ 16″ est                | « PA00125517 »                                  | Inscrit                                         | 1993                                            | Prieuré Saint-Sauveur de Rochechouartactuel tribunal d'instance       |
| Croix de Sainte-Anne                                                     | Roussac                                              | Chemin rural de Sainte-Anne                             | 46° 04′ 26″ nord, 1° 12′ 17″ est                | « PA00100431 »                                  | Inscrit                                         | 1985                                            | Croix de Sainte-Anne                                                  |
| Église de la Nativité-de-la-Vierge de Royères                            | Royères                                              |                                                         | 45° 51′ 23″ nord, 1° 26′ 16″ est                | « PA00100528 »                                  | Inscrit                                         | 1992                                            | Église de la Nativité-de-la-Vierge de Royères                         |
| Église de Roziers-Saint-Georges                                          | Roziers-Saint-Georges                                |                                                         | 45° 45′ 03″ nord, 1° 33′ 01″ est                | « PA00100432 »                                  | Inscrit                                         | 1973                                            | Église de Roziers-Saint-Georges                                       |
| Chapelle templière de la Bussière-Rapy                                   | Saint-Amand-Magnazeix                                |                                                         | 46° 10′ 41″ nord, 1° 23′ 20″ est                | « PA00100434 »                                  | Inscrit                                         | 1986                                            | Image manquante Téléverser                                            |
| Lanterne des morts de Saint-Amand-Magnazeix                              | Saint-Amand-Magnazeix                                |                                                         | 46° 10′ 30″ nord, 1° 21′ 20″ est                | « PA00100435 »                                  | Classé                                          | 1910                                            | Image manquante Téléverser                                            |
| Église Saint-Amand de Saint-Amand-le-Petit                               | Saint-Amand-le-Petit                                 |                                                         | 46° 10′ 26″ nord, 1° 21′ 16″ est                | « PA00100433 »                                  | Inscrit                                         | 1974                                            | Église Saint-Amand de Saint-Amand-le-Petit                            |
| Château de Saint-Auvent                                                  | Saint-Auvent                                         | Le Bourg                                                | 45° 48′ 25″ nord, 0° 55′ 45″ est                | « PA87000020 »                                  | Inscrit                                         | 2001                                            | Château de Saint-Auvent                                               |
| Dolmen de Chez Moutaud dolmen, menhir                                    | Saint-Auvent                                         |                                                         | 45° 49′ 37″ nord, 0° 57′ 50″ est                | « PA00100439 »                                  | Classé                                          | 1940                                            | Dolmen de Chez Moutauddolmen, menhir                                  |
| Menhir de Chez Moutaud                                                   | Saint-Auvent                                         |                                                         | 45° 49′ 37″ nord, 0° 58′ 00″ est                | « PA00100439 »                                  | Classé                                          | 1940                                            | Menhir de Chez Moutaud                                                |
| Pont de Lascaux                                                          | Saint-Auvent                                         |                                                         | 45° 48′ 19″ nord, 0° 56′ 15″ est                | « PA87000039 »                                  | Inscrit                                         | 2011                                            | Pont de Lascaux                                                       |
| Pont du Moulin du Pont                                                   | Saint-Bazile                                         |                                                         | 45° 43′ 59″ nord, 0° 47′ 14″ est                | « PA00100518 »                                  | Inscrit                                         | 1990                                            | Pont du Moulin du Pont                                                |
| Château de Bagnac                                                        | Saint-Bonnet-de-Bellac                               |                                                         | 46° 09′ 08″ nord, 0° 58′ 10″ est                | « PA00100440 »                                  | Inscrit                                         | 1975                                            | Château de Bagnac                                                     |
| Château de Montagrier                                                    | Saint-Bonnet-de-Bellac                               |                                                         | 46° 10′ 47″ nord, 0° 57′ 26″ est                | « PA00100441 »                                  | Classé Inscrit                                  | 1982                                            | Image manquante Téléverser                                            |
| Église de Saint-Brice-sur-Vienne                                         | Saint-Brice-sur-Vienne                               |                                                         | 45° 52′ 47″ nord, 0° 57′ 11″ est                | « PA00100442 »                                  | Inscrit                                         | 1926                                            | Église de Saint-Brice-sur-Vienne                                      |
| Croix du Petit-Vedeix                                                    | Saint-Cyr                                            | D 21A1                                                  | 45° 48′ 57″ nord, 0° 58′ 32″ est                | « PA00100443 »                                  | Inscrit                                         | 1988                                            | Croix du Petit-Vedeix                                                 |
| Croix de cimetière de Saint-Denis-des-Murs                               | Saint-Denis-des-Murs                                 | cimetière                                               | 45° 46′ 58″ nord, 1° 32′ 31″ est                | « PA00100444 »                                  | Inscrit                                         | 1989                                            | Image manquante Téléverser                                            |
| Église Saint-Denis de Saint-Denis-des-Murs                               | Saint-Denis-des-Murs                                 |                                                         | 45° 47′ 06″ nord, 1° 32′ 38″ est                | « PA00100529 »                                  | Inscrit                                         | 1992                                            | Église Saint-Denis de Saint-Denis-des-Murs                            |
| Oppidum gaulois de Villejoubert                                          | Saint-Denis-des-Murs                                 | Moulin de Villejoubert                                  | 45° 47′ 12″ nord, 1° 33′ 51″ est                | « PA00100445 »                                  | Classé Inscrit Classé                           | 1981 1988 1989                                  | Image manquante Téléverser                                            |
| Croix de Saint-Priest-les-Vergnes                                        | Sainte-Anne-Saint-Priest                             | Saint-Priest-les-Vergnes                                | 45° 41′ 22″ nord, 1° 41′ 01″ est                | « PA00100436 »                                  | Inscrit                                         | 1988                                            | Image manquante Téléverser                                            |
| Église Sainte-Anne de Sainte-Anne-Saint-Priest                           | Sainte-Anne-Saint-Priest                             | Sainte-Anne                                             | 45° 42′ 35″ nord, 1° 40′ 51″ est                | « PA00100437 »                                  | Inscrit                                         | 1977                                            | Église Sainte-Anne de Sainte-Anne-Saint-Priest                        |
| Église de Saint-Priest-les-Vergnes                                       | Sainte-Anne-Saint-Priest                             | Saint-Priest-les-Vergnes                                | 45° 41′ 18″ nord, 1° 41′ 13″ est                | « PA00100438 »                                  | Classé                                          | 1977                                            | Église de Saint-Priest-les-Vergnes                                    |
| Prieuré Sainte-Radegonde de Villevaleix                                  | Sainte-Anne-Saint-Priest                             | Villevaleix                                             | 45° 42′ 37″ nord, 1° 42′ 17″ est                | « PA87000003 »                                  | Inscrit                                         | 1996                                            | Prieuré Sainte-Radegonde de Villevaleix                               |
| Église Saint-Gentien de Saint-Gence                                      | Saint-Gence                                          |                                                         | 45° 55′ 19″ nord, 1° 08′ 17″ est                | « PA00100446 »                                  | Inscrit                                         | 1966                                            | Église Saint-Gentien de Saint-Gence                                   |
| Enceinte romaine de Saint-Gence                                          | Saint-Gence                                          | Le Camp de César                                        | 45° 55′ 21″ nord, 1° 07′ 45″ est                | « PA00100447 »                                  | Inscrit                                         | 1980                                            | Image manquante Téléverser                                            |
| Maison                                                                   | Saint-Gence                                          | La Chassagne                                            | 45° 54′ 24″ nord, 1° 07′ 59″ est                | « PA00100448 »                                  | Inscrit                                         | 1984                                            | Image manquante Téléverser                                            |
| Église Saint-Germain de Saint-Germain-les-Belles                         | Saint-Germain-les-Belles                             |                                                         | 45° 36′ 51″ nord, 1° 29′ 44″ est                | « PA00100449 »                                  | Inscrit                                         | 1926                                            | Église Saint-Germain de Saint-Germain-les-Belles                      |
| Église Saint-Hilaire de Saint-Hilaire-les-Places                         | Saint-Hilaire-les-Places                             |                                                         | 45° 38′ 44″ nord, 1° 09′ 24″ est                | « PA00100450 »                                  | Inscrit                                         | 1973                                            | Église Saint-Hilaire de Saint-Hilaire-les-Places                      |
| Tuilerie-briqueterie Aupeix actuel atelier-musée de la Terre de Puychény | Saint-Hilaire-les-Places                             |                                                         | 45° 36′ 09″ nord, 1° 09′ 22″ est                | « PA87000034 »                                  | Inscrit                                         | 2009                                            | Image manquante Téléverser                                            |
| Château de Chalucet                                                      | Saint-Jean-Ligoure                                   |                                                         | 45° 43′ 56″ nord, 1° 18′ 40″ est                | « PA00100255 »                                  | Classé                                          | 1875                                            | Château de Chalucet                                                   |
| Château de Saint-Jean-Ligoure                                            | Saint-Jean-Ligoure                                   | Rue du 11-Novembre 1918                                 | 45° 41′ 21″ nord, 1° 18′ 38″ est                | « PA87000050 »                                  | Inscrit                                         | 8 décembre 2017                                 | Château de Saint-Jean-Ligoure                                         |
| Église Saint-Jean-Baptiste de Saint-Jean-Ligoure                         | Saint-Jean-Ligoure                                   |                                                         | 45° 41′ 23″ nord, 1° 18′ 40″ est                | « PA00100451 »                                  | Inscrit                                         | 1983 2019                                       | Église Saint-Jean-Baptiste de Saint-Jean-Ligoure                      |
| Château de Trasrieux                                                     | Saint-Julien-le-Petit                                | Trasrieux                                               | 45° 49′ 58″ nord, 1° 44′ 24″ est                | « PA87000044 »                                  | Inscrit                                         | 2014                                            | Image manquante Téléverser                                            |
| Abbaye de Saint-Amand                                                    | Saint-Junien                                         |                                                         | 45° 53′ 11″ nord, 0° 53′ 12″ est                | « PA00100452 »                                  | Classé                                          | 1987                                            | Abbaye de Saint-Amand                                                 |
| Chapelle du cimetière de Saint-Junien                                    | Saint-Junien                                         |                                                         | 45° 53′ 14″ nord, 0° 54′ 18″ est                | « PA00132763 »                                  | Inscrit                                         | 1994                                            | Chapelle du cimetière de Saint-Junien                                 |
| Chapelle Notre-Dame-du-Pont de Saint-Junien                              | Saint-Junien                                         |                                                         | 45° 52′ 48″ nord, 0° 53′ 57″ est                | « PA00100453 »                                  | Classé                                          | 1910                                            | Chapelle Notre-Dame-du-Pont de Saint-Junien                           |
| Collégiale Saint-Junien de Saint-Junien                                  | Saint-Junien                                         |                                                         | 45° 53′ 14″ nord, 0° 54′ 09″ est                | « PA00100454 »                                  | Classé                                          | 1840                                            | Collégiale Saint-Junien de Saint-Junien                               |
| Maison maison, caves actuelle salle des permanences                      | Saint-Junien                                         | Place Auguste-Roche                                     | 45° 53′ 13″ nord, 0° 54′ 03″ est                | « PA00100455 »                                  | Inscrit                                         | 1988                                            | Maisonmaison, cavesactuelle salle des permanences                     |
| Pont Sainte-Élisabeth                                                    | Saint-Junien                                         | Rue du Pont-Saint-Elisabeth Place Jean-Baptiste-Brachet | 45° 53′ 25″ nord, 0° 53′ 15″ est                | « PA00100457 »                                  | Classé                                          | 1990                                            | Pont Sainte-Élisabeth                                                 |
| Pont-Notre-Dame                                                          | Saint-Junien                                         | C.D. 675                                                | 45° 52′ 48″ nord, 0° 53′ 56″ est                | « PA00100456 »                                  | Inscrit                                         | 1986                                            | Pont-Notre-Dame                                                       |
| Château de Sannat                                                        | Saint-Junien-les-Combes                              | Sannat                                                  | 46° 05′ 17″ nord, 1° 08′ 13″ est                | « PA87000010 »                                  | Inscrit                                         | 1998 2012                                       | Image manquante Téléverser                                            |
| Église Saint-Just de Saint-Just-le-Martel                                | Saint-Just-le-Martel                                 |                                                         | 45° 51′ 38″ nord, 1° 23′ 10″ est                | « PA00100458 »                                  | Inscrit                                         | 1986                                            | Église Saint-Just de Saint-Just-le-Martel                             |
| Château de Valmate                                                       | Saint-Laurent-les-Églises                            | Valmate                                                 | 45° 59′ 11″ nord, 1° 29′ 53″ est                | « PA87000004 »                                  | Inscrit                                         | 1996                                            | Château de Valmate                                                    |
| Église Saint-Laurent de Saint-Laurent-les-Églises                        | Saint-Laurent-les-Églises                            |                                                         | 45° 56′ 43″ nord, 1° 29′ 59″ est                | « PA00100459 »                                  | Inscrit                                         | 1926                                            | Église Saint-Laurent de Saint-Laurent-les-Églises                     |
| Église Saint-Laurent de Saint-Laurent-sur-Gorre                          | Saint-Laurent-sur-Gorre                              |                                                         | 45° 46′ 14″ nord, 0° 57′ 27″ est                | « PA00100461 »                                  | Classé                                          | 1980                                            | Église Saint-Laurent de Saint-Laurent-sur-Gorre                       |
| Pierre levée                                                             | Saint-Laurent-sur-Gorre                              |                                                         | 45° 44′ 56″ nord, 0° 56′ 31″ est                | « PA00100460 »                                  | Classé                                          | 1889                                            | Pierre levée                                                          |
| Celle grandmontaine des Bronzeaux                                        | Saint-Léger-Magnazeix                                | Les Bronzeaux                                           | 46° 15′ 17″ nord, 1° 14′ 56″ est                | « PA87000011 »                                  | Classé                                          | 1999                                            | Celle grandmontaine des Bronzeaux                                     |
| Église Saint-Léger de Saint-Léger-Magnazeix                              | Saint-Léger-Magnazeix                                |                                                         | 46° 17′ 20″ nord, 1° 14′ 55″ est                | « PA00100463 »                                  | Inscrit Classé                                  | 1925 1932                                       | Église Saint-Léger de Saint-Léger-Magnazeix                           |
| Enceinte de Saint-Léger-Magnazeix                                        | Saint-Léger-Magnazeix                                | Le Camp de César                                        | 46° 16′ 55″ nord, 1° 17′ 06″ est                | « PA00100464 »                                  | Classé                                          | 1984                                            | Image manquante Téléverser                                            |
| Poulvan de Séjotte                                                       | Saint-Léger-Magnazeix                                | Séjotte                                                 | 46° 15′ 38″ nord, 1° 12′ 50″ est                | « PA00100465 »                                  | Classé                                          | 1889                                            | Poulvan de Séjotte                                                    |
| Église Saint-Pierre de Saint-Pierre-la-Montagne                          | Saint-Léger-la-Montagne                              | Saint-Pierre-la-Montagne                                | 46° 01′ 47″ nord, 1° 25′ 08″ est                | « PA00100462 »                                  | Inscrit                                         | 1988                                            | Église Saint-Pierre de Saint-Pierre-la-Montagne                       |
| Pont romain                                                              | Saint-Léger-la-Montagne                              |                                                         | 46° 01′ 40″ nord, 1° 25′ 03″ est                | « PA00125518 »                                  | Classé                                          | 1996                                            | Pont romain                                                           |
| Collégiale Saint-Léonard de Saint-Léonard-de-Noblat                      | Saint-Léonard-de-Noblat                              |                                                         | 45° 50′ 15″ nord, 1° 29′ 21″ est                | « PA00100467 »                                  | Classé                                          | 1859 1936                                       | Collégiale Saint-Léonard de Saint-Léonard-de-Noblat                   |
| Hôpital de Saint-Léonard-de-Noblat                                       | Saint-Léonard-de-Noblat                              | Rue Georges-Perrin                                      | 45° 50′ 12″ nord, 1° 29′ 16″ est                | « PA00100468 »                                  | Inscrit                                         | 1949                                            | Hôpital de Saint-Léonard-de-Noblat                                    |
| Hôtel de Rigoulêne                                                       | Saint-Léonard-de-Noblat                              | Rue du Maréchal-Foch                                    | 45° 50′ 10″ nord, 1° 29′ 24″ est                | « PA00100469 »                                  | Inscrit                                         | 1950                                            | Hôtel de Rigoulêne                                                    |
| Immeuble                                                                 | Saint-Léonard-de-Noblat                              | 26 rue Jean-Jaurès                                      | 45° 50′ 21″ nord, 1° 29′ 22″ est                | « PA00100470 »                                  | Inscrit                                         | 1949                                            | Immeuble                                                              |
| Immeuble                                                                 | Saint-Léonard-de-Noblat                              | 5 rue des Sapeurs                                       | 45° 50′ 15″ nord, 1° 29′ 28″ est                | « PA00100471 »                                  | Inscrit                                         | 1949                                            | Image manquante Téléverser                                            |
| Logis                                                                    | Saint-Léonard-de-Noblat                              | 18 place de la République                               | 45° 50′ 15″ nord, 1° 29′ 23″ est                | « PA00100473 »                                  | Inscrit                                         | 1949                                            | Logis                                                                 |
| Maison                                                                   | Saint-Léonard-de-Noblat                              | Place Gay-Lussac Place de la Collégiale                 | 45° 50′ 15″ nord, 1° 29′ 22″ est                | « PA00100475 »                                  | Inscrit                                         | 1926 1949                                       | Maison                                                                |
| Maison                                                                   | Saint-Léonard-de-Noblat                              | 2 place Gay-Lussac                                      | 45° 50′ 15″ nord, 1° 29′ 22″ est                | « PA00100474 »                                  | Inscrit                                         | 1950                                            | Maison                                                                |
| Maison, ancien logis du XVIe siècle                                      | Saint-Léonard-de-Noblat                              | 5 place de la République                                | 45° 50′ 16″ nord, 1° 29′ 26″ est                | « PA00100472 »                                  | Inscrit Inscrit                                 | 1949 2011                                       | Maison, ancien logis du XVIe siècle                                   |
| Maison                                                                   | Saint-Léonard-de-Noblat                              | Place de la République 18 rue Gay-Lussac                | 45° 50′ 16″ nord, 1° 29′ 24″ est                | « PA00100477 »                                  | Inscrit                                         | 1926                                            | Image manquante Téléverser                                            |
| Maison                                                                   | Saint-Léonard-de-Noblat                              | 1 place de la République                                | 45° 50′ 18″ nord, 1° 29′ 25″ est                | « PA00100476 »                                  | Inscrit                                         | 1926                                            | Maison                                                                |
| Manoir de Rigoulène                                                      | Saint-Léonard-de-Noblat                              |                                                         | 45° 49′ 36″ nord, 1° 27′ 26″ est                | « PA00100478 »                                  | Classé                                          | 1989                                            | Image manquante Téléverser                                            |
| Pont de Noblat                                                           | Saint-Léonard-de-Noblat                              |                                                         | 45° 49′ 57″ nord, 1° 28′ 42″ est                | « PA87000030 »                                  | Inscrit                                         | 2007                                            | Pont de Noblat                                                        |
| Prieuré de L'Artige                                                      | Saint-Léonard-de-Noblat                              | L'Artige aux moines                                     | 45° 48′ 26″ nord, 1° 31′ 38″ est                | « PA00100466 »                                  | Inscrit Classé                                  | 1926 1989                                       | Prieuré de L'Artige                                                   |
| Église Saint-Martin de Saint-Martin-de-Jussac                            | Saint-Martin-de-Jussac                               |                                                         | 45° 52′ 39″ nord, 0° 56′ 27″ est                | « PA00100479 »                                  | Inscrit                                         | 1974                                            | Église Saint-Martin de Saint-Martin-de-Jussac                         |
| Motte castrale de Saint-Martin-de-Jussac                                 | Saint-Martin-de-Jussac                               | Bard                                                    | 45° 50′ 38″ nord, 0° 56′ 55″ est                | « PA00125519 »                                  | Inscrit                                         | 1993                                            | Image manquante Téléverser                                            |
| Logis seigneurial de Saint-Martin-le-Mault                               | Saint-Martin-le-Mault                                |                                                         | 46° 21′ 50″ nord, 1° 13′ 16″ est                | « PA87000037 »                                  | Inscrit                                         | 2010                                            | Logis seigneurial de Saint-Martin-le-Mault                            |
| Villa Monteux                                                            | Saint-Martin-Terressus                               | La Texonière                                            | 45° 54′ 24″ nord, 1° 27′ 26″ est                | « PA87000009 »                                  | Inscrit                                         | 1998                                            | Villa Monteux                                                         |
| Château de Leymarie                                                      | Saint-Martin-le-Vieux                                |                                                         | 45° 46′ 08″ nord, 1° 08′ 43″ est                | « PA00100480 »                                  | Inscrit                                         | 1988                                            | Château de Leymarie                                                   |
| Pont du Moulin du Pont                                                   | Saint-Mathieu                                        |                                                         | 45° 44′ 06″ nord, 0° 46′ 33″ est                | « PA00100519 »                                  | Inscrit                                         | 1990                                            | Pont du Moulin du Pont                                                |
| Tour d'Échizadour                                                        | Saint-Méard                                          |                                                         | 45° 39′ 47″ nord, 1° 33′ 16″ est                | « PA00100481 »                                  | Classé                                          | 1955                                            | Tour d'Échizadour                                                     |
| Pont de Beissat                                                          | Saint-Ouen-sur-Gartempe                              |                                                         | 46° 09′ 38″ nord, 1° 03′ 43″ est                | « PA00100482 »                                  | Inscrit                                         | 1970                                            | Pont de Beissat                                                       |
| Église Saint-Pardoux de Saint-Pardoux                                    | Saint-Pardoux                                        |                                                         | 46° 03′ 28″ nord, 1° 16′ 50″ est                | « PA00100483 »                                  | Inscrit                                         | 1977                                            | Église Saint-Pardoux de Saint-Pardoux                                 |
| Château d'Aigueperse                                                     | Saint-Paul                                           |                                                         | 45° 46′ 42″ nord, 1° 24′ 37″ est                | « PA00100484 »                                  | Inscrit                                         | 1979                                            | Image manquante Téléverser                                            |
| Menhirs du Métayer                                                       | Saint-Paul                                           | Le Métayer                                              | 45° 45′ 14″ nord, 1° 26′ 28″ est                | « PA00100485 »                                  | Inscrit                                         | 1984                                            | Image manquante Téléverser                                            |
| Château de Lavergne                                                      | Saint-Priest-Ligoure                                 |                                                         | 45° 38′ 52″ nord, 1° 17′ 29″ est                | « PA00100486 »                                  | Inscrit                                         | 2016                                            | Château de Lavergne                                                   |
| Église Saint-Priest de Saint-Priest-Ligoure                              | Saint-Priest-Ligoure                                 |                                                         | 45° 39′ 04″ nord, 1° 17′ 33″ est                | « PA00100487 »                                  | Inscrit                                         | 1982                                            | Église Saint-Priest de Saint-Priest-Ligoure                           |
| Château de Bort                                                          | Saint-Priest-Taurion                                 |                                                         | 45° 54′ 35″ nord, 1° 21′ 52″ est                | « PA87000036 »                                  | Inscrit                                         | 2010                                            | Image manquante Téléverser                                            |
| Château de Salvanet                                                      | Saint-Priest-Taurion                                 |                                                         | 45° 53′ 57″ nord, 1° 24′ 48″ est                | « PA00100488 »                                  | Inscrit                                         | 1989                                            | Château de Salvanet                                                   |
| Dolmen des Bras                                                          | Saint-Sulpice-les-Feuilles                           | Les Bras                                                | 46° 18′ 45″ nord, 1° 20′ 56″ est                | « PA00100490 »                                  | Classé                                          | 1940                                            | Dolmen des Bras                                                       |
| Église de Saint-Sulpice-Laurière                                         | Saint-Sulpice-Laurière                               |                                                         | 46° 03′ 11″ nord, 1° 28′ 10″ est                | « PA00100489 »                                  | Classé                                          | 1982                                            | Église de Saint-Sulpice-Laurière                                      |
| Église Saint-Sylvestre de Saint-Sylvestre                                | Saint-Sylvestre                                      |                                                         | 45° 59′ 44″ nord, 1° 22′ 38″ est                | « PA00100491 »                                  | Inscrit                                         | 1971                                            | Église Saint-Sylvestre de Saint-Sylvestre                             |
| Vestiges de l'abbaye de Grandmont                                        | Saint-Sylvestre (également sur la commune d'Ambazac) |                                                         | 45° 59′ 59″ nord, 1° 23′ 33″ est                | « PA87000046 »                                  | Inscrit Inscrit                                 | 2015 2017                                       | Vestiges de l'abbaye de Grandmont                                     |
| Église Saint-Victurnien de Saint-Victurnien                              | Saint-Victurnien                                     |                                                         | 45° 52′ 37″ nord, 1° 00′ 47″ est                | « PA00100492 »                                  | Inscrit                                         | 1926                                            | Église Saint-Victurnien de Saint-Victurnien                           |
| Lanterne des morts de Saint-Victurnien                                   | Saint-Victurnien                                     |                                                         | 45° 52′ 44″ nord, 1° 01′ 12″ est                | « PA00100493 »                                  | Classé                                          | 1910                                            | Lanterne des morts de Saint-Victurnien                                |
| Manoir du Loubier                                                        | Saint-Victurnien                                     |                                                         | 45° 53′ 52″ nord, 1° 02′ 02″ est                | « PA00100534 »                                  | Inscrit                                         | 1992                                            | Image manquante Téléverser                                            |
| Château de Curzac                                                        | Saint-Vitte-sur-Briance                              |                                                         | 45° 37′ 58″ nord, 1° 31′ 59″ est                | « PA00132764 »                                  | Inscrit                                         | 1994                                            | Image manquante Téléverser                                            |
| Église Saint-Yrieix de Saint-Yrieix-sous-Aixe                            | Saint-Yrieix-sous-Aixe                               |                                                         | 45° 51′ 30″ nord, 1° 04′ 41″ est                | « PA00100497 »                                  | Inscrit                                         | 1985                                            | Église Saint-Yrieix de Saint-Yrieix-sous-Aixe                         |
| Carrière de kaolin de Marcognac                                          | Saint-Yrieix-la-Perche                               | Marcognac                                               | 45° 31′ 11″ nord, 1° 15′ 08″ est                | « PA87000022 »                                  | Classé                                          | 2002                                            | Carrière de kaolin de Marcognac                                       |
| Château de Douillac                                                      | Saint-Yrieix-la-Perche                               | Douillac                                                | 45° 33′ 22″ nord, 1° 10′ 36″ est                | « PA87000008 »                                  | Inscrit                                         | 1997                                            | Château de Douillac                                                   |
| Collégiale Saint-Yrieix de Saint-Yrieix-la-Perche                        | Saint-Yrieix-la-Perche                               |                                                         | 45° 30′ 55″ nord, 1° 12′ 09″ est                | « PA00100494 »                                  | Classé                                          | 1840                                            | Collégiale Saint-Yrieix de Saint-Yrieix-la-Perche                     |
| Grange ovale du Breuilh                                                  | Saint-Yrieix-la-Perche                               | La Bachellerie                                          | 45° 28′ 42″ nord, 1° 10′ 55″ est                | « PA00125520 »                                  | Classé                                          | 1996                                            | Image manquante Téléverser                                            |
| Hôtel de la Morélie                                                      | Saint-Yrieix-la-Perche                               | 5, 7 place du Moustier                                  | 45° 30′ 53″ nord, 1° 12′ 08″ est                | « PA00100495 »                                  | Inscrit                                         | 1988                                            | Hôtel de la Morélie                                                   |
| Pont de la Tour                                                          | Saint-Yrieix-la-Perche                               |                                                         | 45° 32′ 27″ nord, 1° 07′ 55″ est                | « PA00100496 »                                  | Classé                                          | 1984                                            | Pont de la Tour                                                       |
| Tour du Plô                                                              | Saint-Yrieix-la-Perche                               |                                                         | 45° 30′ 54″ nord, 1° 12′ 07″ est                | « PA00132887 »                                  | Classé                                          | 1998                                            | Tour du Plô                                                           |
| Église Saint-Eutrope des Salles-Lavauguyon                               | Les Salles-Lavauguyon                                |                                                         | 45° 44′ 33″ nord, 0° 41′ 38″ est                | « PA00100498 »                                  | Classé                                          | 1907                                            | Église Saint-Eutrope des Salles-Lavauguyon                            |
| Prieuré des Salles-Lavauguyon                                            | Les Salles-Lavauguyon                                |                                                         | 45° 44′ 32″ nord, 0° 41′ 39″ est                | « PA00100499 »                                  | Classé                                          | 1989                                            | Prieuré des Salles-Lavauguyon                                         |
| Église Saint-Martin de Sauviat-sur-Vige                                  | Sauviat-sur-Vige                                     |                                                         | 45° 54′ 21″ nord, 1° 36′ 30″ est                | « PA00100500 »                                  | Inscrit                                         | 1986                                            | Église Saint-Martin de Sauviat-sur-Vige                               |
| Abbaye de Solignac                                                       | Solignac                                             |                                                         | 45° 45′ 17″ nord, 1° 16′ 32″ est                | « PA00100501 »                                  | Inscrit                                         | 1944                                            | Abbaye de Solignac                                                    |
| Abbatiale Saint-Pierre-et-Saint-Paul de Solignac                         | Solignac                                             |                                                         | 45° 45′ 17″ nord, 1° 16′ 31″ est                | « PA00100503 »                                  | Classé                                          | 1862                                            | Abbatiale Saint-Pierre-et-Saint-Paul de Solignac                      |
| Château de La Borie                                                      | Solignac                                             |                                                         | 45° 46′ 54″ nord, 1° 16′ 08″ est                | « PA00100502 »                                  | Classé Inscrit                                  | 1984                                            | Château de La Borie                                                   |
| Pont Rompu                                                               | Solignac                                             |                                                         | 45° 45′ 21″ nord, 1° 15′ 07″ est                | « PA00100520 »                                  | Inscrit                                         | 1990                                            | Pont Rompu                                                            |
| Pont sur la Briance                                                      | Solignac                                             |                                                         | 45° 45′ 13″ nord, 1° 16′ 22″ est                | « PA00100504 »                                  | Inscrit                                         | 1969                                            | Pont sur la Briance                                                   |
| Chapelle Sainte Marie-Madeleine de la Plain                              | Tersannes                                            | La Plain                                                | 46° 18′ 12″ nord, 1° 05′ 38″ est                | « PA00100505 »                                  | Classé                                          | 1992                                            | Chapelle Sainte Marie-Madeleine de la Plain                           |
| Château de la Mothe                                                      | Tersannes                                            |                                                         | 46° 17′ 31″ nord, 1° 07′ 40″ est                | « PA87000031 »                                  | Inscrit                                         | 2009                                            | Château de la Mothe                                                   |
| Château de Thouron                                                       | Thouron                                              |                                                         | 45° 59′ 50″ nord, 1° 13′ 08″ est                | « PA00100506 »                                  | Inscrit                                         | 1969                                            | Château de Thouron                                                    |
| Château de la Tour aux Paulmes                                           | Verneuil-Moustiers                                   |                                                         | 46° 19′ 41″ nord, 1° 06′ 40″ est                | « PA87000038 »                                  | Inscrit                                         | 2010                                            | Château de la Tour aux Paulmes                                        |
| Château de Pennevayre                                                    | Verneuil-sur-Vienne                                  | Le Bourg                                                | 45° 50′ 52″ nord, 1° 07′ 39″ est                | « PA00100507 »                                  | Inscrit                                         | 1975                                            | Image manquante Téléverser                                            |
| Dolmen de La Croix-du-Breuil                                             | Verneuil-sur-Vienne                                  |                                                         | 45° 50′ 50″ nord, 1° 09′ 05″ est                | « PA00100508 »                                  | Inscrit                                         | 1988                                            | Dolmen de La Croix-du-Breuil                                          |
| Château de la Cosse                                                      | Veyrac                                               |                                                         | 45° 52′ 27″ nord, 1° 07′ 40″ est                | « PA00100509 »                                  | Classé Inscrit                                  | 1977                                            | Château de la Cosse                                                   |
| Pont-colombier                                                           | Veyrac                                               |                                                         | 45° 53′ 36″ nord, 1° 06′ 29″ est                | « PA00100510 »                                  | Classé                                          | 1973                                            | Pont-colombier                                                        |
| Château d'Étivaux                                                        | Vicq-sur-Breuilh                                     | Etivaux                                                 | 45° 37′ 51″ nord, 1° 21′ 07″ est                | « PA87000006 »                                  | Inscrit                                         | 1996                                            | Image manquante Téléverser                                            |
| Château de Traslage                                                      | Vicq-sur-Breuilh                                     |                                                         | 45° 41′ 15″ nord, 1° 23′ 44″ est                | « PA00100533 »                                  | Inscrit                                         | 1992                                            | Image manquante Téléverser                                            |
| Château de Vicq                                                          | Vicq-sur-Breuilh                                     | Le Vieux-Château                                        | 45° 38′ 50″ nord, 1° 23′ 07″ est                | « PA87000005 »                                  | Inscrit                                         | 1996                                            | Château de Vicq                                                       |
| Logis de Fargeas                                                         | Vicq-sur-Breuilh                                     |                                                         | 45° 40′ 31″ nord, 1° 25′ 05″ est                | « PA00100532 »                                  | Inscrit                                         | 1992                                            | Image manquante Téléverser                                            |
| Logis de Nouailhas                                                       | Vicq-sur-Breuilh                                     |                                                         | 45° 39′ 14″ nord, 1° 22′ 04″ est                | « PA00100531 »                                  | Inscrit                                         | 1992                                            | Image manquante Téléverser                                            |
| Église Saint-Gervais de Videix                                           | Videix                                               |                                                         | 45° 47′ 25″ nord, 0° 44′ 04″ est                | « PA00100525 »                                  | Inscrit                                         | 1991                                            | Église Saint-Gervais de Videix                                        |
| Château du Reynou                                                        | Le Vigen                                             |                                                         | 45° 45′ 33″ nord, 1° 17′ 59″ est                | « PA00135697 »                                  | Inscrit Classé                                  | 1994 1995                                       | Image manquante Téléverser                                            |
| Église Saint-Mathurin du Vigen                                           | Le Vigen                                             |                                                         | 45° 45′ 02″ nord, 1° 17′ 20″ est                | « PA00100511 »                                  | Classé                                          | 1912                                            | Église Saint-Mathurin du Vigen                                        |
| Villa de La Solitude, temple et ferme                                    | Villefavard                                          | La Solitude                                             | 46° 09′ 56″ nord, 1° 12′ 44″ est                | « PA87000047 »                                  | Inscrit                                         | 2016                                            | Image manquante Téléverser                                            |

## Monuments radiés / abrogés
| Monument               | Commune                  | Adresse | Coordonnées    | Notice         | Protection     | Date      | Illustration           |
| ---------------------- | ------------------------ | ------- | -------------- | -------------- | -------------- | --------- | ---------------------- |
| Manoir de Gourgauderie | Saint-Germain-les-Belles |         | à géolocaliser | « PA00100530 » | Inscrit Abrogé | 1992 2014 | Manoir de Gourgauderie |